# Khaksar
Khaksar (avui Khaksar Tehrik o Moviment Khaksar, urdú: تحریکِ خاکسار) fou un moviment social de regeneració nacional sorgit a Lahore el 1931, fundat per Imayat Allah Khan conegut com a Allama Mashriqi, un brillant matemàtic que predicava la simplicitat de la vida (khak-sar vol dir "humil com la pols"), la disciplina i el sacrifici personal pel bé del país; considerava que l'Índia tenia necessitat de dictadors benvolents i el moviment fou considerat proper als nazis; els seus membres anaven uniformats amb vestits de color caqui amb el símbol "ukhuwwa" (mitja lluna i estel) a la mànega dreta i una belča que simbolitzava el coratge en la lluita i en el treball; cada militant havia de fer un acte social al dia i informar al seu cap; el partit es considerava musulmà i bramànic al mateix temps i per damunt de tots els partits. El 1941 tenia un milió i mig d'adherents però el 1944 havia baixat a 20000. El moviment fou prohibit periòdicament i al-Mashriqi empresonat (1939-1942); després de la independència al-Mashriqi va dissoldre el moviment (4 de juliol de 1947), però va subsistir dirigit per un reduït nombre de fidels de Lahore. El líder va morir el 27 d'agost de 1963.